# Peter Bratt
För andra betydelser, se Peter Bratt (olika betydelser).
Peter Lennart Bratt, född 29 april 1944 i Stockholm, är en svensk journalist. 
Bratt är son till direktören i SAF Lennart Bratt (1903–2001) och Elsa Facht (1905–1997) och sonson till läkaren och direktören i Vin- och spritcentralen Ivan Bratt (1878–1956). Bratt var i många år verksam som journalist på tidningen Dagens Nyheter där han slutade 2004.
I tidskriften Folket i Bild/Kulturfront avslöjade Bratt tillsammans med journalisten Jan Guillou den 3 maj 1973 den så kallade IB-affären. För detta dömdes han i Stockholms tingsrätt den 4 januari 1974 till tolv månaders fängelse för spioneri. Han gav även ut en egen bok om IB på Gidlunds förlag 1973, IB och hotet mot vår säkerhet, och har skrivit flera kritiska redogörelser över den svenska socialdemokratin. I november 1977 skrev Peter Bratt en artikel i DN om en promemoria där rikspolischefen skrivit att justitieminister Lennart Geijer var en säkerhetsrisk. Detta inledde den så kallade Geijeraffären.